# Palaeogale
La paleogale (gen. Palaeogale) è un mammifero carnivoro estinto, probabilmente appartenente ai feliformi. Visse tra l'Eocene superiore e il Miocene inferiore (circa 34 - 16 milioni di anni fa) e i suoi resti fossili sono stati ritrovati in Nordamerica, Europa e Asia.

## Descrizione
Spesso associato ai mustelidi, Palaeogale era in realtà probabilmente simile agli attuali linsanghi, genette e civette. Questo genere di carnivori estinti era della taglia di un piccolo mustelide, ma possedeva una dentatura da ipercarnivoro (come i felidi) e la sua posizione tassonomica è enigmatica. La morfologia dentaria include caratteristiche da mustelide (il secondo molare inferiore ridotto) e da feliforme (la tacca del carnassiale a forma di fessura, la perdita di metaconide sul secondo molare inferiore, la presenza di parastilo sul quarto molare superiore). La massa corporea di Palaeogale sectoria, una delle specie più piccole, potrebbe essere stata molto inferiore al chilogrammo, sulla base delle dimensioni dei denti. Le specie P. dorothiae e soprattutto P. sanguinarius dovevano essere più grandi.

## Classificazione
Il genere Palaeogale venne descritto per la prima volta nel 1846 da Hermann von Meyer, sulla base di resti fossili ritrovati in Francia in terreni dell'Oligocene. Von Meyer denominò due specie (P. pulchella e P. fecunda) senza però descriverne approfonditamente le caratteristiche. Nel 1848, Gervais descrisse una specie di mustelide (Mustela minuta) che in seguito Schlosser nel 1888 ritenne identica alle specie descritte da Von Meyer e la ridenominò Palaeogale minuta; ancora oggi, questa specie è considerata la specie tipo di Palaeogale. 

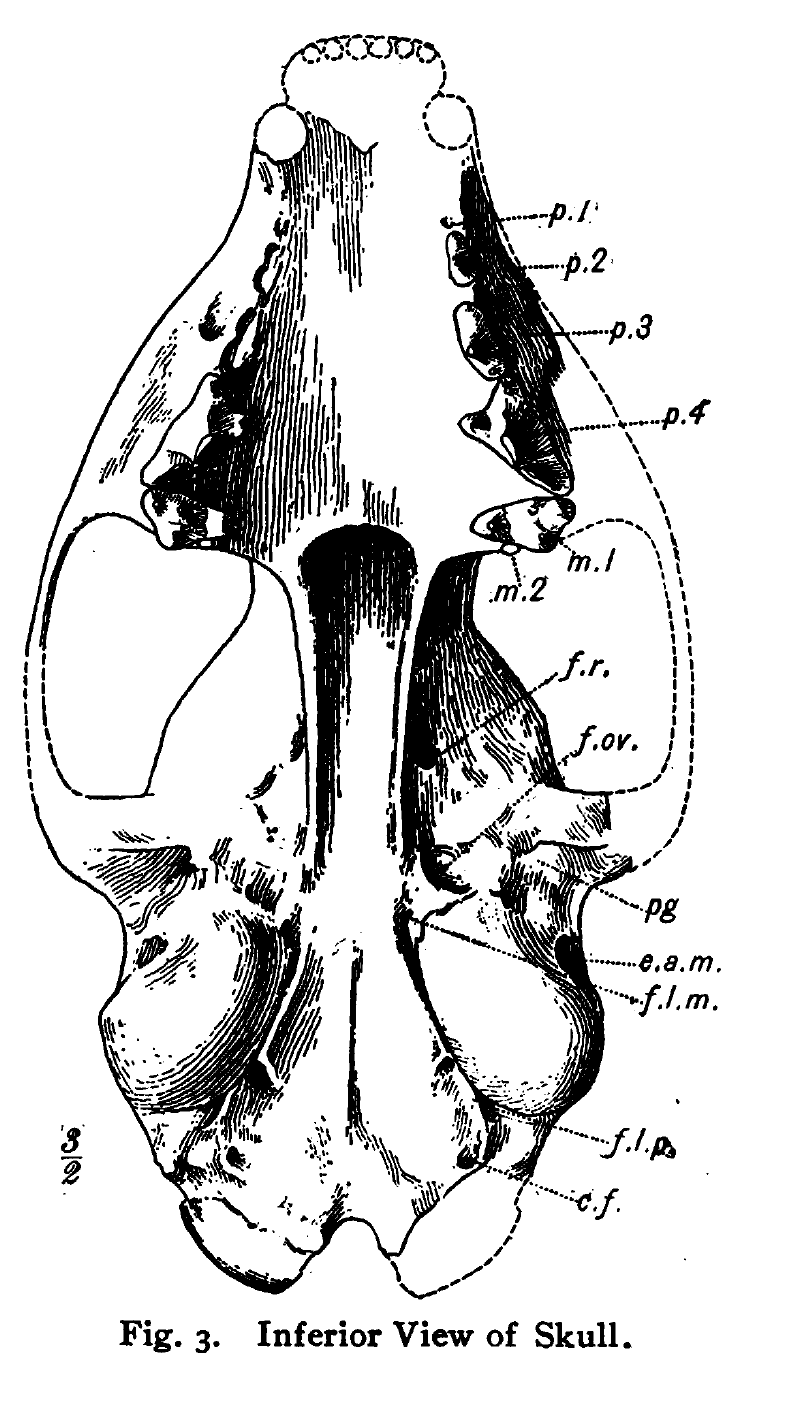
Vista inferiore del cranio di Palaeogale lagophagus

Nel frattempo, Edward Drinker Cope aveva descritto nel 1873 una specie di carnivoro nordamericano oligocenico denominandola Bunaelurus lagophagus e distinguendola dal genere europeo Plesiogale (costituito in parte da resti di Palaeogale) sulla base di differenze del secondo molare superiore. Nel 1946 George Gaylord Simpson, tuttavia, ritenne che Bunaelurus poteva essere incluso nel genere Palaeogale, rendendo quindi la nomenclatura della specie nordamericana P. lagophagus. Lo stesso Simpson, inoltre, ritenne che due specie descritte in precedenza da Matthew e Granger nel 1924 e provenienti dalla Mongolia fossero da attribuire al genere Palaeogale (P. ulysses e P. parvula); secondo Simpson, queste due specie altro non erano che esemplari maschio e femmina di una sola specie, forse affine o identica all'europea P. sectoria. Altre specie, in seguito, vennero attribuite a questo genere, provenienti da terreni dell'Eocene, dell'Oligocene e del Miocene.
Nel 1981 uno studio di de Bonis indicò sole quattro specie del genere Palaeogale, distinte sulla base di orizzonte stratigrafico, differenze di dimensioni, presenza o meno del secondo molare superiore e perdita del primo premolare inferiore: la più antica è P. sectoria dell'Eocene superiore-Oligocene inferiore, di taglia media e dotata di M2 e p1, seguita da P. minuta (tardo Oligocene-primo Miocene), la più piccola e priva di M2 e p1 (così come tutte le altre specie seguenti) e da P. dorothiae, la più grande e coeva della precedente. L'ultima specie di de Bonis, P. hyaenoides, era di taglia media ed esclusiva del Miocene. 
Spesso Palaeogale è stato considerato un genere arcaico di mustelidi; tuttavia, gli studi di Flynn e Galiano del 1982 hanno indicato che questo genere potrebbe essere stato più vicino ai feloidi, come anche i viverravidi e l'enigmatico Ictidopappus. Baskin (1998) ha indicato Palaeogale come un genere vicino alla famiglia Viverravidae, escludendolo da Feliformia e Caniformia, ma affine a un altro enigmatico carnivoro, Stenogale. Secondo numerose ricerche più recenti, è più opportuno considerare Palaeogale come Carnivora incertae sedis. 
Gli antenati di Palaeogale non sono noti. Il genere compare in Europa circa 32 milioni di anni fa, dopo l'evento noto come Grande Coupure, ma vi sono alcuni esemplari ritrovati in Montana che risalgono a 35-36 milioni di anni fa. Un'altra specie descritta nel 2021 e proveniente dal South Dakota, P. evanoffi, risale a circa 34-32 milioni di anni fa. In ogni caso, Palaeogale sopravvisse fino all'inizio del Miocene inferiore in Asia orientale e fino alla fine del Miocene inferiore in Europa. 
Alcune ricerche (Morlo e Nagel, 2007) indicano che gli esemplari di Palaeogale ritrovati in Mongolia sembrerebbero i più basali (il primo premolare inferiore è a doppia radice, il secondo molare inferiore è molto piccolo e la taglia generale è molto ridotta): il genere probabilmente si originò in Asia per poi migrare in Nordamerica e in Europa.